# Cercopis intermedia
Espèce
Cercopis intermedia, est une espèce d'insectes hémiptères, de la famille des Cercopidae.
Il se distingue du cercope sanguin (Cercopis vulnerata), plus commun en Europe, par des fémurs rouges et des taches plus discrètes que ce dernier.

## Description

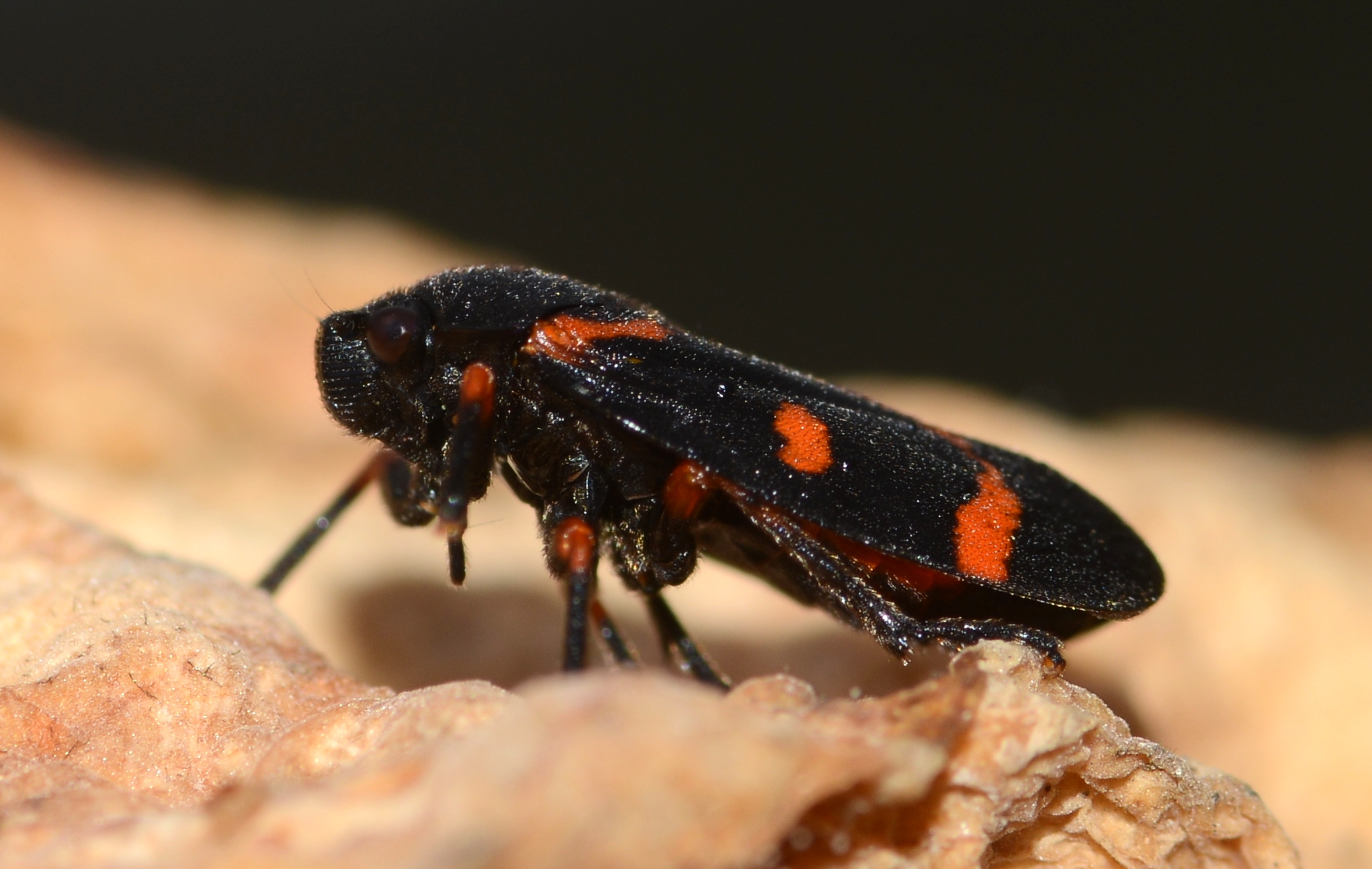
Vue latérale
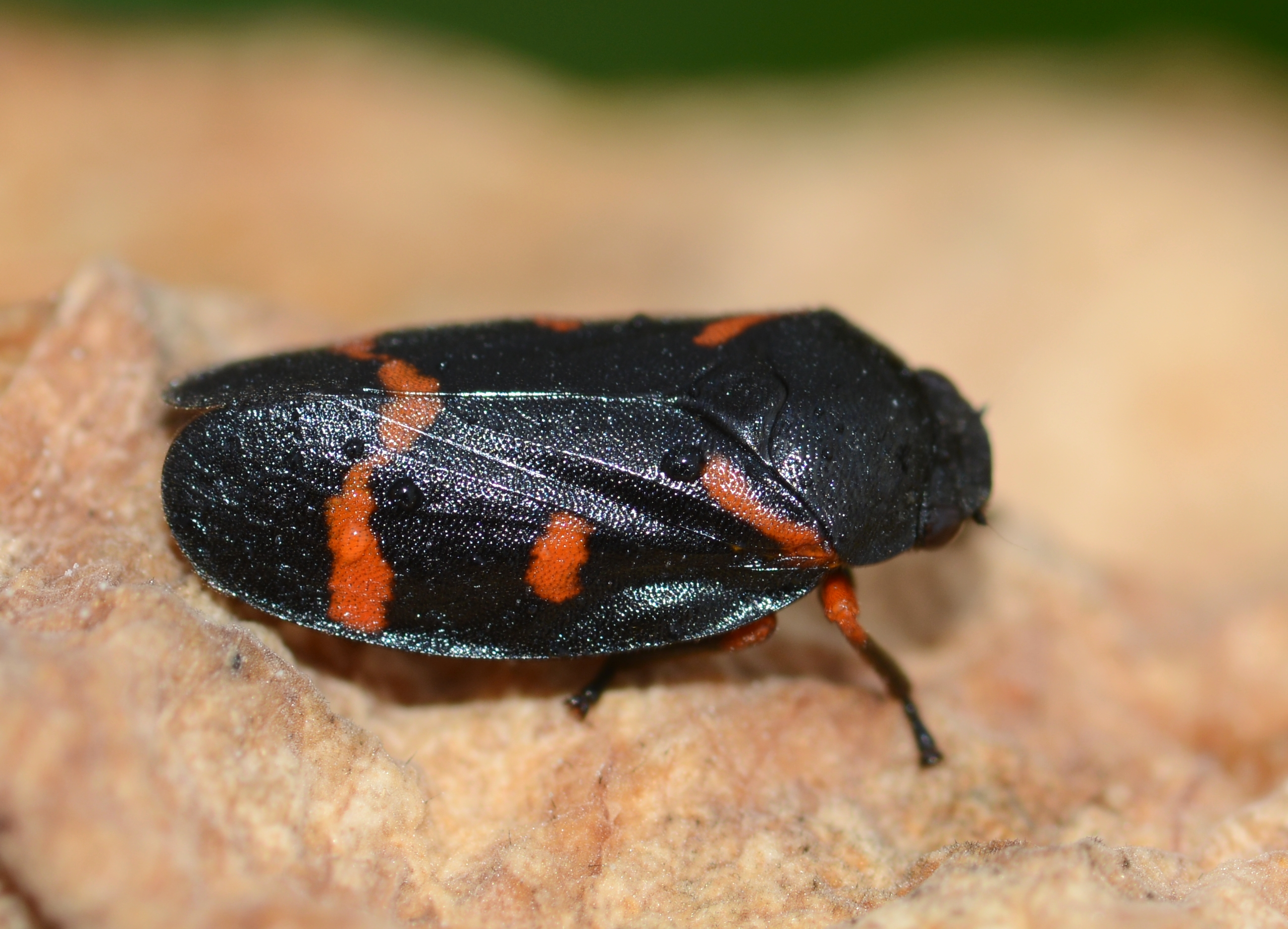
Vue dorsale
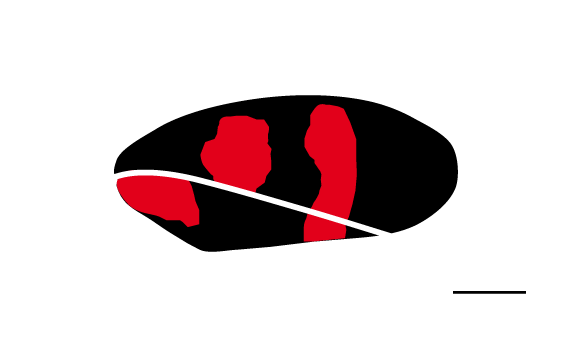
Schéma d'une aile